# David Safier
David Safier (Brema, 13 dicembre 1966) è uno scrittore tedesco.
Ha scritto la serie televisiva Lolle (titolo originale: Berlin, Berlin), con la quale si è aggiudicato il Premio Adolf Grimme nel 2003 e l'International Emmy Award per la migliore commedia nel 2004.

## Opere
Ha all'attivo 9 romanzi:
- Berlin, Berlin - Froschkönige, 2004 (inedito in Italia, è tratto dalla serie TV Lolle; è scritto a quattro mani insieme a Uwe Heinelt. Il titolo sarebbe traducibile come "Re ranocchio")
- L'orribile Karma della Formica, 2009 (2007, Mieses Karma - letteralmente "Karma negativo")
- L'orribile Attesa del Giudizio Universale, 2010 (2008, Jesus Liebt Mich - letteralmente "Gesù mi ama")
- Delirio di una Notte di Mezza Estate, 2011 (2010, Plötzlich Shakespeare - letteralmente "Improvvisamente Shakespeare")
- La mia Famiglia e altri Orrori, 2012 (2012, Happy Family - letteralmente "Famiglia felice")
- L'Insostenibile leggerezza della Mucca Innamorata, 2013 (2013, Muh - letteralmente il verso della mucca)
- I ragazzi del ghetto, 2015 (2014, 28 Tage lang - letteralmente "Ventotto lunghi giorni") (Romanzo sull'olocausto e completamente distaccato dal genere degli altri 7 romanzi)
- L'orribile Karma colpisce Ancora, 2016 (2015, Mieses Karma hoch 2 - letteralmente "Karma negativo elevato alla seconda")
- 2016, Traumprinz - letteralmente "Principe Azzurro"

Esiste anche un ebook (edito nel 2015, per ora, solo in lingua originale), collegato al romanzo L'orribile Karma della Formica, di cui rappresenta un capitolo extra, dal titolo Mieses Karma: Das verschollene Kapitel (L'orribile Karma della Formica - Il capitolo perduto) che racconta di come Kim si sia reincarnata anche in un pinguino. (Questa "scena" era presente nella prima stesura del libro, ma per problemi di lunghezza venne poi cancellata.)

### Libri con protagonista Angela Merkel
- Miss Merkel e l'omicidio nel castello, 2022 (2021, Miss Merkel - Mord in der Uckermark)
- Miss Merkel e l'omicidio al cimitero, 2023 (2022, Miss Merkel - Mord auf dem Friedhof)

## Trasportazioni cinematografiche
Dal libro L'orribile attesa del Giudizio Universale è tratto il film tedesco Jesus liebt mich del 2012, inedito in Italia.
Dal libro La mia Famiglia e altri Orrori è ispirato il film d'animazione tedesco-britanicco Happy Family del 2017, uscito in Italia il 19 ottobre 2017.
La saga di romanzi di Miss Merkel è stata adattata nell'omonima serie televisiva a partire dal 2023.